# Rue du Cimetière-Saint-Simon
Pour les articles homonymes, voir Rue du Cimetière.
La rue du Cimetière-Saint-Simon (en occitan : carrièra del Cementeri de Sant Simon) est une voie de Toulouse, chef-lieu de la région Occitanie, dans le Midi de la France.

## Situation et accès

### Description
La rue du Cimetière-Saint-Simon est une voie publique. Elle se trouve au cœur du quartier Saint-Simon. Elle correspond à l'ancien chemin vicinal no 30, dit « de Réguelongue », allant de la route de Saint-Simon au chemin de Canto-Laouzetto (actuelles rue Réguelongue et du Cimetière-Saint-Simon).
La chaussée compte une seule voie de circulation automobile à double-sens. Elle appartient à une zone 30 et la vitesse y est limitée à 30 km/h. Il n'existe pas d'aménagement cyclable.

### Voies rencontrées
La rue du Cimetière-Saint-Simon rencontre les voies suivantes, dans l'ordre des numéros croissants (« g » indique que la rue se situe à gauche, « d » à droite) :
1. Place de l'Église-Saint-Simon
2. Chemin de Canto-Laouzetto

## Odonymie
La rue tient son nom du cimetière de Saint-Simon, qui sert depuis son ouverture au XVIIIe siècle de cimetière pour le village de Saint-Simon.

## Patrimoine et lieux d'intérêt

### Maisons
- no  1 : immeuble (2e quart du XXe siècle)[2].
- no  7 : maison toulousaine (1er quart du XXe siècle)[3].
- no  12 : maison toulousaine (2e moitié du XIXe siècle)[4].

### Cimetière Saint-Simon
Le cimetière de Saint-Simon est aménagé à la fin du XVIIIe siècle, à la suite de la construction de la nouvelle église Saint-Simon, église de la paroisse de Saint-Simon. Il occupe une superficie de 15 200 m2. En 2020, le cimetière affiche cependant un taux d'occupation de 75 %. 
Le cimetière possède son entrée principale sur la place de l'Église-Saint-Simon (actuel no 1 bis). Il est, depuis 2017, géré par Toulouse Métropole.

### Équipements publics
- boulodrome Jean-Daniel.